# Apartaments des Pianc
Els Apartaments des Pianc és una obra de Cadaqués (Alt Empordà) inclosa a l'Inventari del Patrimoni Arquitectònic de Catalunya. Estan situats dins del nucli urbà de la població, am la façana principal al carrer des Pianc, davant es Poal. També presenta façana al tram final del carrer des Puig.

## Descripció
Edifici entre mitgeres de planta rectangular, destinat a habitatge plurifamiliar distribuït en tres apartaments en sentit vertical. Té la coberta a dues vessants de teula i està format per planta baixa i tres pisos, amb un claraboia que il·lumina l'escala i que només sobresurt a la part central de la coberta. La particularitat de l'edifici és el gran desnivell existent entre el carrer de davant i el posterior, cosa que va afectar la distribució interior de les estances. Així doncs, tant a la planta baixa com en els dos pisos superiors, trobem habitacions i un bany per planta, amb l'accés principal des de la façana al carrer des Pianc. Al tercer pis s'hi accedeix pel carrer posterior i s'hi troba la cuina, el menjador, la sala i una terrassa orientada a mar. La façana principal presenta l'alineació del mur esbiaixada a la planta baixa, amb la porta d'accés rectangular. Els pisos es troben coberts amb un sistema de persianes de lamel·les blanques, integrant així l'edifici amb el paisatge urbà de Cadaqués, majoritàriament blanc. Rematant la façana hi ha un senzill voladís amb teula tortugada. La façana posterior presenta el mateix sistema esbiaixat que la planta baixa de la façana davantera.
La resta de la construcció es troba arrebossada i pintada de color blanc.

## Història
A partir dels anys 50 Cadaqués es va convertir en un centre cultural important, on es reunien personatges de la burgesia catalana i artistes internacionals de ressò. Aquests fets, juntament amb l'increment de turisme, varen comportar la construcció de noves cases destinades, sobretot, a segones residències.
Durant aquest període els arquitectes Peter Harnden i Lanfranco Bombelli, van desenvolupar, en aquesta zona, un gran nombre de dissenys lligats a les darreres tendències arquitectòniques, encara que, conservant globalment, l'estil arquitectònic tradicional.
El 1964 la casa va ser construïda pels arquitectes Peter Harnden i Lanfranco Bombelli.